# یاماتا نو اوروچی

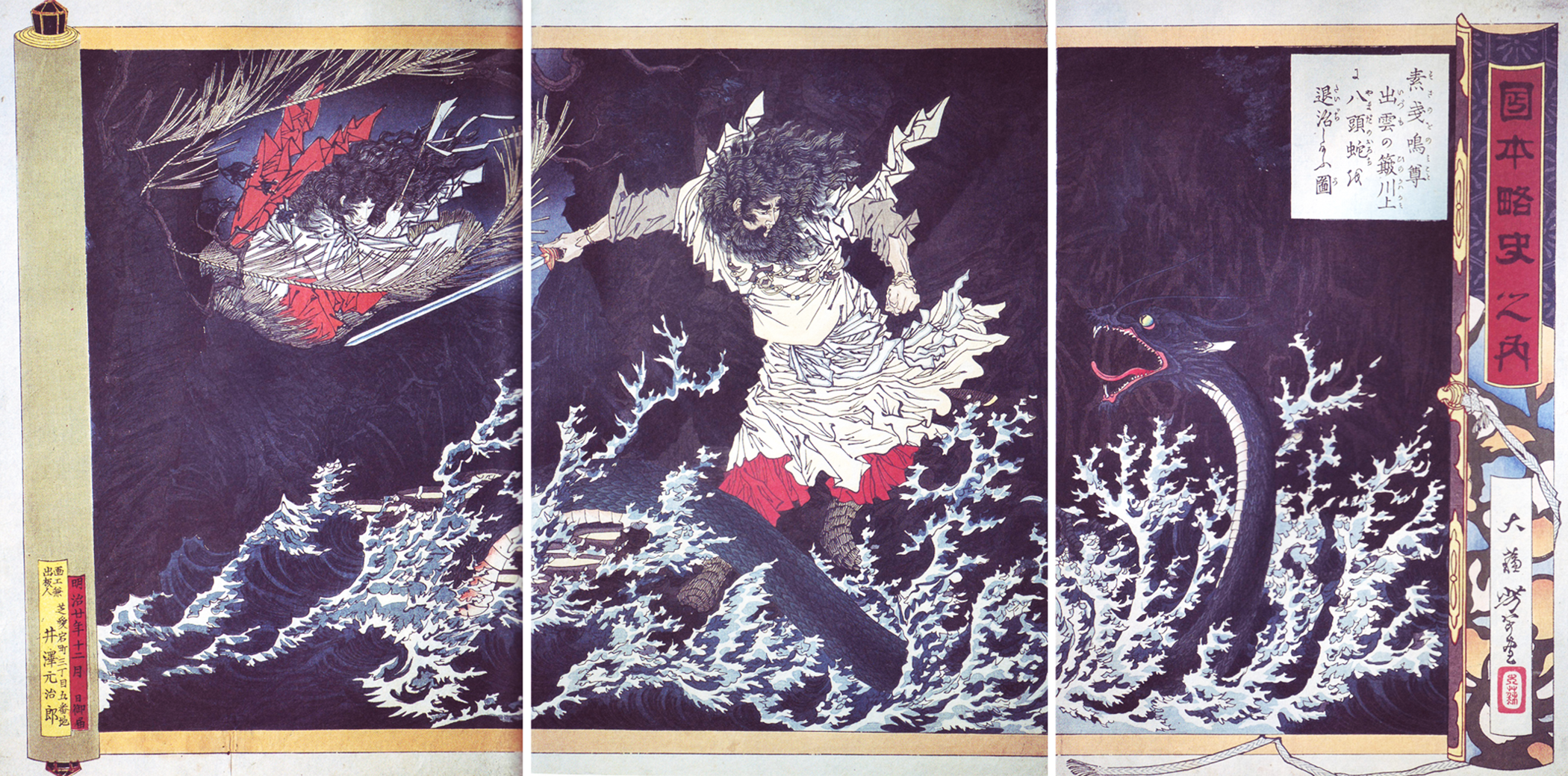
سوسانو در حال کشتن اوروچی، اثر یوشی‌توشی

یاماتا نو اُوروچی یا اُرچی (به ژاپنی: 八岐の大蛇) در اساطیر ژاپن یک اژدهای افسانه‌ای دارای هشت سر و هشت دم بود که بدست ایزد بادها و طوفان شینتو، سوسانوئو کشته شد. اوروچی به اندازه‌ای بزرگ بود که بدنش کفاف پر کردن هشت قله و دره را می‌داد و از گیاهان و درختان پوشیده شده بود و داخل شکمش پر از آتش و آغشته به خون بود.

## افسانه‌ها

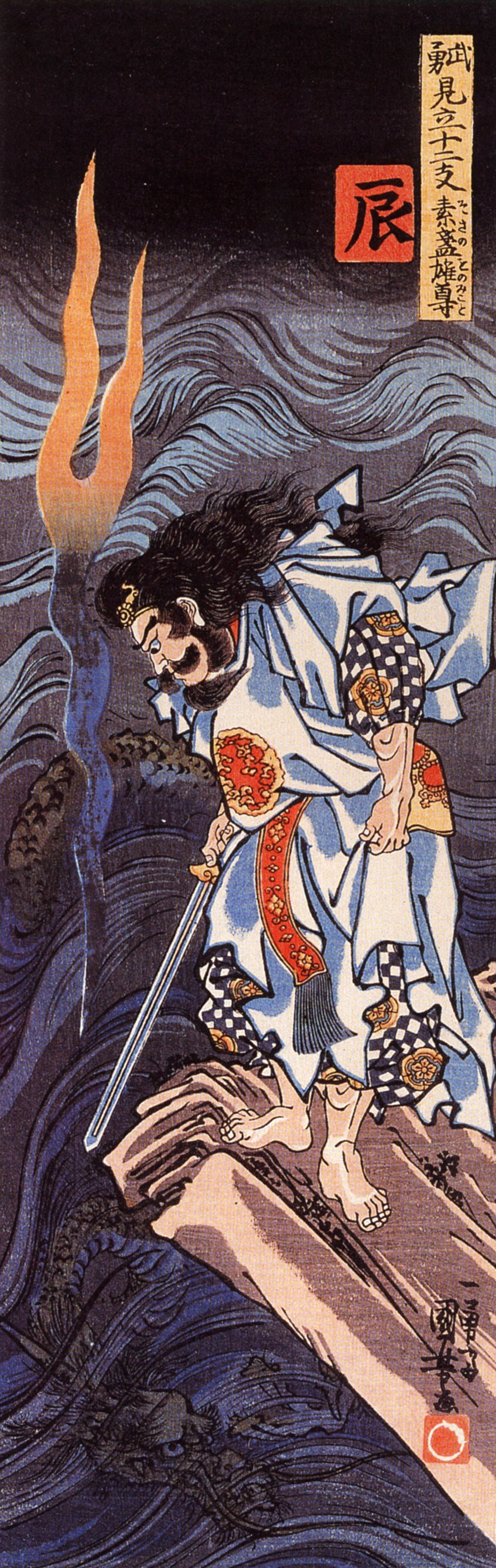
نقاشی از یاماتا نو اُوروچی

سوسانو که پس از فریب خواهرش آماتراسو از بهشت تبعید شده بود، به استان ایزومو (اکنون بخشی از استان شیمانه) رفت. چیزی نگذشت که در آنجا با یک زوج پیرمرد و پیرزن ملاقات نمود که در کنار دخترشان در حال گریه بودند. سوسانو دلیل گریستن آن‌ها را خواستار شد و این زوج پیر شرح دادند که در اصل دارای هشت دختر بودند که به مدت هفت سال یکی یکی آن‌ها را در هر سال پیشکش اژدهایی غول‌پیکر به نام یاماتا نو اوروچی می‌کنند و حالا باید آخرین و هشتمین دخترشان به نام کوشینادا-هیمه (شاهدخت شالیزار) را قربانی اژدها کنند. سوسانو که سریعاً متوجه شد این زوج پیر با ایزدبانوی خورشید آماتراسو ارتباط دارند، به آن‌ها پیشنهاد کمک در ازای ازدواج با دختر زیبایشان را داد. آن‌ها قبول کردند و سوسانو کوشینادا-هیمه را به شانه‌ای تبدیل و در میان گیسوهای خود پنهان نمود. او دستور ساخت حصاری با هشت دروازه در دور خانه را داد. همچنین هشت میز در هر دروازه قرار داده شود، هشت بشکه بر روی هر میز گذاشته شود و هر بشکه هشت بار با ساکی (شراب برنج) دَم شده پر شوند.
اوروچی از راه رسید و از آنجا که همهٔ مارها طرفدار ساکی هستند، اوروچی نیز از این قاعده مستثنا نبود. هر یک از هشت سر اوروچی به داخل بشکه رفته و محتوای آن را تا انتها نوشیدند. پس از نوشیدن تمام بشکه‌ها، به حالت مستی در آمد و به خواب فرو رفت. سوسانو که نظاره‌گر تمام ماجرا بود، از محلی که پنهان شده بود بیرون آمد، شمشیرش را کشید و گردن این وحش را زد و آن را کشت. رودی که در آن نزدیکی بود از خون اژدها به رنگ قرمز درآمد. سوسانو در حین تکه‌تکه کردن دم اژدها، ناگهان شمشیرش به یکی از دم‌ها که بسیار سخت بود برخورد نمود و شکست. او شمشیری را از یکی از دم‌های ارچی پیدا کرد که حتی توسط شمشیرش قادر به قطع کردن آن نبود. سوسانو بعدها شمشیر را به عنوان هدیه به خواهرش آماتراسو تقدیم کرد و «آمه نو موراکومو نو تسوروگی» نام گرفت که بعدها به «کوساناگی» معروف شد. کوساناگی به عنوان یکی از سه گنجینه بزرگ سلطنتی ژاپن تبدیل شد.